# آرتور دانیلز (بازیکن فوتبال)
آرتور دانیلز (انگلیسی: Arthur Daniels؛ زادهٔ) بازیکن فوتبال اهل بریتانیا است.
از باشگاه‌هایی که در آن بازی کرده‌است می‌توان به باشگاه فوتبال واتفورد، باشگاه فوتبال کویینز پارک رنجرز، و باشگاه فوتبال منچستر سیتی اشاره کرد.